# Yusneylys Guzmán
Yusneylys Guzmán Lopez (Havana, 8 de agosto de 1996) é uma lutadora de estilo-livre cubana.

## Carreira
Guzmán competiu nos Jogos Centro-Americanos e do Caribe em 2014 e 2018: ela ganhou a medalha de prata na categoria feminina de 48 kg em 2014 e ganhou uma das medalhas de bronze na categoria de 50 kg em 2018.
Em 2015, Guzmán representou Cuba nos Jogos Pan-Americanos realizados em Toronto, Canadá, no evento de 48 kg sem ganhar uma medalha. Ela perdeu sua luta pela medalha de bronze contra Alyssa Lampe dos Estados Unidos. No ano seguinte, ela competiu no Torneio de Qualificação Olímpica de Luta Livre Pan-Americana de 2016 sem se classificar para as Olimpíadas de Verão de 2016 no Rio de Janeiro, Brasil. Nesta competição, ela também perdeu sua luta pela medalha de bronze contra Alyssa Lampe.
Em 2019, Guzmán conquistou a medalha de ouro no evento de 50 kg no Campeonato Pan-Americano de Luta Livre realizado em Buenos Aires, Argentina. Ela conquistou a medalha de prata no evento de 50 kg nos Jogos Pan-Americanos de 2019 realizados em Lima, Peru. No mesmo ano, Guzmán também competiu no evento de 50 kg no Campeonato Mundial de Luta Livre de 2019, onde foi eliminada em sua primeira luta.
Em março de 2020, Guzmán se classificou no Torneio Pan-Americano de Qualificação Olímpica realizado em Ottawa, Canadá, para representar Cuba nos Jogos Olímpicos de Verão de 2020. Ela competiu no evento feminino de 50 kg nos Jogos Olímpicos de Verão de 2020, realizados em Tóquio, Japão. Ela perdeu sua primeira partida contra a eventual medalhista de prata Sun Yanan da China e foi eliminada na repescagem por Oksana Livach da Ucrânia.
Guzmán ganhou uma das medalhas de bronze em seu evento no Campeonato Pan-Americano de Luta Livre de 2023, realizado em Buenos Aires, Argentina. Poucos meses depois, ela ganhou a medalha de ouro no evento feminino de 50 kg nos Jogos Pan-Americanos de 2023, realizados em Santiago, Chile. Ela derrotou Jacqueline Mollocana do Equador em sua luta pela medalha de ouro.
Em 2024, no Torneio de Qualificação Olímpica de Luta Pan-Americana realizado em Acapulco, México, ela conquistou uma vaga para Cuba nas Olimpíadas de Verão de 2024 realizadas em Paris, França. Nas Olimpíadas de 2024, Guzmán perdeu na semifinal para o lutador indiano Vinesh Phogat por 5-0, mas ainda se classificou para a luta final, pois o finalista Phogat foi desclassificado por estar acima do peso em 100 gramas. Na final, ela se contentou com a medalha de prata após perder para a lutadora americana Sarah Hildebrandt.